# Christina Maslach
Christina Maslach est une psychologue américaine spécialisée dans les domaines de l'épuisement et le stress au travail, et de l'individuation de l'influence sociale. Elle est également connue pour être la seule personne en 1971 à s'être opposée, pour des questions morales, à la poursuite de l'expérience de Stanford menée par Philip Zimbardo (son compagnon de l'époque, devenu son mari par la suite), expérience de psychologie expérimentale sur des étudiants qui fit scandale à l'époque. 

## Son parcours
Professeur de psychologie et vice-doyenne de l'enseignement et l'apprentissage à l'Université de Californie, elle a obtenu son doctorat en psychologie de l'Université Stanford en 1971. Elle a mené des recherches dans un certain nombre de domaines sociaux et la psychologie de la santé, toutefois, elle est surtout connue comme l'une des chercheuses d'avant-garde sur les syndromes d'épuisement professionnel et l'auteur du Maslach Burnout Inventory. En 1997, elle a reçu une reconnaissance nationale en tant que "professeur de l'année", une récompense décernée par la Fondation Carnegie et le Conseil pour la promotion et le soutien de l'éducation[réf. nécessaire].

## Ses recherches
Ses intérêts de recherche se concentrent dans deux domaines principaux : l'épuisement et le stress au travail, et  l'individuation de l'influence sociale. Ses recherches actuelles portent sur le développement d’un modèle conceptuel de l’épuisement professionnel qui décrit les relations entre les principaux facteurs personnels, sociaux et contextuels.